# René Fernández Apaza
René Fernández Apaza, né le 9 janvier 1924 à Padilla, Colombie, et mort le 14 août 2013 à Cochabamba, Bolivie, est un prélat catholique colombien en Bolivie.

## Biographie
René Fernández Apaza  est  ordonné prêtre  en 1948.  Il est nommé évêque de  Oruro  en 1968. En 1981 il est nommé archevêque-coadjuteur de Sucre et succède en 1983 comme archevêque de Sucre.    En  1988 mgr.  Apazza   est nommé archevêque de Cochabamba   et prend sa retraite en  1999.

## Sources
- Profil sur Catholic hierarchy